# Miss France 2022
Miss France 2022 est la 92e élection de Miss France. Elle a eu lieu le 11 décembre 2021 au Zénith de Caen, dans le département du Calvados en région Normandie. C’est la deuxième fois que le concours se tient à Caen (après 2011) et la septième fois en Normandie, 11 ans après le sacre de Laury Thilleman, Miss France 2011.
L'élection, retransmise à partir de 21 h 10 sur TF1, est présentée par Jean-Pierre Foucault (pour la 27e année consécutive) et Sylvie Tellier, Miss France 2002 et directrice générale de l'organisation Miss France (pour la 14e fois). Ils sont accompagnés de Thierry Baumann pour le rappel des consignes de vote pour la 11e année consécutive.
À la fin de la soirée, c'est Diane Leyre, Miss Île-de-France 2021 qui est élue Miss France 2022, succédant ainsi à Amandine Petit, Miss Normandie 2020 et Miss France 2021. Elle est la seizième miss issue de la région Île-de-France à être couronnée.

## Classement final
| Résultats        | Candidates | Concours internationaux         |
| ---------------- | --- | ------------------------------- |
| Miss France 2022 | - Île-de-France — Diane Leyre | Non classée à Miss Univers 2023 |
| 1re dauphine     | - Martinique — Floriane Bascou | Non classée à Miss Univers 2022 |
| 2e dauphine      | - Alsace — Cécile Wolfrom |                                 |
| 3e dauphine      | - Tahiti — Tumateata Buisson |                                 |
| 4e dauphine      | - Normandie — Youssra Askry |                                 |
| Top 15           | - Aquitaine — Ambre Andrieu (5e dauphine) - Réunion — Dana Virin (6e dauphine) - Nord-Pas-de-Calais — Donatella Meden - Rhône-Alpes — Charlotte Faure - Côte d'Azur — Valeria Pavelin - Lorraine — Marine Sauvage - Pays de la Loire — Line Carvalho - Guyane — Mélysa Stephenson - Corse — Emma Renucci - Languedoc-Roussillon — Marion Ratié |                                 |

## Ordre d'annonce des finalistes
| 1. Languedoc-Roussillon, annoncée par Jean-Pierre Foucault 2. Tahiti, annoncée par Sylvie Tellier 3. Pays de la Loire, annoncée par Malika Ménard 4. Côte d'Azur, annoncée par Cindy Fabre 5. Martinique, annoncée par Martine Robine 6. Normandie, annoncée par Jean-Pierre Foucault 7. Rhône-Alpes, annoncée par Sylvie Tellier 8. Lorraine, annoncée par Malika Ménard 9. Réunion, annoncée par Cindy Fabre 10. Alsace, annoncée par Martine Robine 11. Nord-Pas-de-Calais, annoncée par Jean-Pierre Foucault 12. Guyane, annoncée par Sylvie Tellier 13. Corse, annoncée par Malika Ménard 14. Aquitaine, annoncée par Cindy Fabre 15. Île-de-France, annoncée par Martine Robine | 1. Martinique, annoncée par Sylvie Tellier 2. Alsace, annoncée par Jean-Pierre Foucault 3. Île-de-France, annoncée par Sylvie Tellier 4. Normandie, annoncée par Jean-Pierre Foucault 5. Tahiti, annoncée par Sylvie Tellier |

## Déroulement
Le thème de cette élection est Les Miss et les comédies musicales.

### Ordre des tableaux
| Tableau                                            | Candidates                       |
| -------------------------------------------------- | -------------------------------- |
| Les Miss et Le Roi Lion                            | 29 candidates                    |
| Les Miss et Mamma Mia!                             | Premier groupe (10 candidates)   |
| Les Miss et Mary Poppins                           | Deuxième groupe (9 candidates)   |
| Les Miss et West Side Story                        | Troisième groupe (10 candidates) |
| Les Miss et Singing in the Rain : Costume régional | 29 candidates                    |
| Les Miss et La La Land : Maillot de bain une pièce | 29 candidates                    |
| Les Miss et Chicago : Maillot de bain deux pièces  | 15 demi-finalistes               |
| Les Miss à Broadway : Robe de soirée               | 5 finalistes                     |
| Les Miss et Aladdin : Maillot de bain deux pièces  | 5 finalistes                     |

## Préparation
Le voyage de préparation des candidates a lieu sur l'île de La Réunion. Elles y ont notamment passé le test de culture générale dont Youssra Askry (Miss Normandie) est arrivée première avec une note de 17/20, suivie d'Ambre Andrieu (Miss Aquitaine) avec la note de 15,5/20 et de Line Carvalho (Miss Pays de la Loire) qui complète le podium et arrive en troisième position avec une note de 15/20.

## Évolutions

### Apparition d'un contrat de travail

#### Action en justice, puis mise en place d'un contrat de travail
Pour la première fois, lors de l'édition 2022 du concours Miss France, les candidates ont un contrat de travail et sont rémunérées pour la soirée retransmise en direct sur TF1. Cette évolution est considérée comme un tournant majeur, intervenant quelques semaines après l'action aux Prud'hommes intentée contre les sociétés Miss France et Endemol Production par l'association Osez le féminisme !. Ce contrat est signé par les candidates à l'occasion du show télévisé, dans le but de faire évoluer le règlement en accord avec l'évolution des femmes dans la société tout en préservant la raison d'être du concours.
En effet, soutenue par trois candidates refoulées au concours, l'association Osez le féminisme ! avait assigné, le 18 octobre 2021, le comité de Miss France aux Prud'hommes pour non-respect du code du travail et discrimination. Alexia Laroche-Joubert, productrice de l'émission devenue présidente de l'organisation Miss France, reconnaît que le concours nécessite d'être modernisé, tout en reprochant à l'association de vouloir « tuer le concours ».
L'action menée par Osez le féminisme ! souligne les discriminations imposées par le concours et ses critères de choix : âge, poids, taille, apparence (pas de tatouage ou de piercing), moralité (pas de pornographie), vie personnelle (les candidates ne peuvent être ni mariées ni pacsées). L'association féministe demande également que « la société Endemol Production supprime de son règlement toutes les clauses sexistes, salarie les femmes, et ne pratique plus de discrimination », et que « la télévision ne soit plus le reflet d’une société sexiste qui promeut la culture du viol et la "femme objet" ».
À la suite de l'assignation d'"Osez le féminisme !", Élisabeth Moreno, ministre chargée de l'Égalité entre les femmes et les hommes, s'en prend vivement au concours, lui reprochant son côté « has been » et hypocrite concernant les exigences de recrutement des jeunes femmes. Elle déclare à TV5 Monde : « Ce que je trouve totalement anormal, c'est qu'une jeune femme qui pose seins nus pour faire de la prévention sur le cancer du sein, soit exclue. Ce que je trouve anormal, c'est qu'une femme veuve, une femme mariée ou une femme mère ne puisse pas participer au concours. Faisons confiance à l'intelligence des femmes ! ». Le 10 décembre, la ministre rend visite aux candidates pour échanger sur la lutte contre les violences faites aux femmes et le représentation de la femme.

#### Jurisprudence de 2013 pour le concours Mister France
Il existe un précédent à ce tournant majeur du concours Miss France, intervenu en 2013 pour Mister France, lorsque les candidats de ce concours avaient obtenu le statut de salariés, à la suite d'un arrêt de la Cour de cassation du 25 juin 2013 : dans cet arrêt, la Cour avait commencé par écarter la qualification de contrat de jeu au motif que « l’élection de Mister France était un concept d’émission et non une compétition ayant une existence propre », puis en constatant l’existence d’une relation de travail, qui « ne dépend ni de la volonté exprimée par les parties ni de la dénomination qu’elles ont donnée à leur convention mais des conditions de fait dans lesquelles est exercée l’activité des travailleurs ». Cette jurisprudence a été rappelée dans le contexte de la mise en place d'un contrat de travail par le concours Miss France dans son édition 2022, notamment par l'avocate de Osez le féminisme ! du fait de l'existence d'un « lien de travail entre le candidat et TF1 Production à la lumière des éléments suivants : la répétition de chorégraphies, le port de costumes imposé, le fait que l’emploi du temps soit défini par la production. En réalité, c’était un spectacle, un show ».

### Évolutions du règlement envisagées
L'édition 2022 de Miss France a été l'occasion d'évoquer plusieurs évolutions possibles importantes du règlement :

#### Célibataire et tatouages
Alexia Laroche-Joubert, nouvelle présidente de la société Miss France, indique que « des critères peuvent sembler un peu dépassés. Peut-être que le mot « célibataire » n’a pas été bien compris, c’est peut-être un terme un peu trop juridique » ; elle déclare aussi qu'en ce qui concerne les tatouages « on a peut-être été un peu restrictifs. Il faut qu’on en parle avec les comités parce que ce sont eux qui font la sélection lors des premières étapes ».

#### Candidates transgenres
Le 11 décembre 2021, la ministre de l'égalité entre les femmes et les hommes, Élisabeth Moreno, a déclaré sur Europe 1 que de son point de vue, une évolution du concours dans ce domaine était « envisageable », pour permettre la participation de candidates transgenres au concours Miss France. Geneviève de Fontenay a réagi à cette éventualité en se disant « très choquée », dans un communiqué.

## Préparation
Le 14 novembre, les candidates issues de l'outre-mer arrivent[Où ?]. Le 15 novembre, l'ensemble de la promotion est réunie à l'Hôtel Sothys, à Paris et l'après-midi, les candidates sont prises en charge par les instituts Saint-Algue[réf. nécessaire]. Le 16 novembre les candidates sont photographiées pour les photos officielles. L'après-midi est consacrée aux premiers essayages et à la réalisation de vidéos pour le soir de l'élection.
Le 17 novembre, Alexia Laroche-Joubert anime une conférence de presse où chaque candidate est présentée et où le thème de l'élection ainsi que les tableaux sont annoncés (ouverture sur Le Roi lion puis Mary Poppins, Mamma mia ! et Chantons sous la pluie). Des chanteurs de gospel et des danseurs de claquettes seront présents sur le plateau télévisé. Il est également confirmé que les robes des cinq finalistes seront réalisées par Georges Hobeika. Pour la première fois dans l'histoire de Miss France, les candidates régionales auront un contrat de travail. Les photos officielles sont dévoilées. Pour la première fois, l'ensemble de la promotion est officiellement présenté lors du journal de 13 heures de TF1 animé par Marie-Sophie Lacarrau. La promotion, accompagnée de Sylvie Tellier et Amandine Petit partent pour La Réunion. Le 26 novembre, les candidates arrivent à Caen où une conférence de presse se tient à la mairie. Le 29 novembre, le prix de la Culture générale est attribué à Miss Normandie avec la note de 17/20. Elle est suivie de Miss Aquitaine qui obtient de 15,5/20 et de Miss Pays de la Loire avec 15/20.

## Jury
Le jury complet est dévoilé le 29 novembre, il est composé de :
| Membre     | Membre                                  | Notes                                                             |
| ---------- | --------------------------------------- | ----------------------------------------------------------------- |
|            | Jean-Pierre Pernaut (président du jury) | Journaliste et ancien présentateur du journal de 13 heures de TF1 |
|            | Amel Bent                               | Chanteuse et actrice                                              |
|            | Philippe Lacheau                        | Acteur et réalisateur                                             |
| Sans photo | Inès Reg                                | Humoriste                                                         |
|            | Ahmed Sylla                             | Acteur et humoriste                                               |
|            | Delphine Wespiser                       | Miss France 2012, animatrice et chroniqueuse                      |
| Sans photo | François Alu                            | Danseur                                                           |

## Candidates
| Région                    | Nom                 | Âge    | Taille | Résidence            | Élue le                                     | Classement Final                            |
| ------------------------- | ------------------- | ------ | ------ | -------------------- | ------------------------------------------- | ------------------------------------------- |
| Miss Alsace               | Cécile Wolfrom      | 24 ans | 1,75 m | Strasbourg           | 10 octobre 2021 à Sélestat                  | 2e dauphine                                 |
| Miss Aquitaine            | Ambre Andrieu       | 22 ans | 1,78 m | Bordeaux             | 5 septembre 2021 à Bordeaux                 | 5e dauphine                                 |
| Miss Auvergne             | Anaïs Werestchack   | 24 ans | 1,77 m | Beaumont             | 10 septembre 2021 au Puy-en-Velay           |                                             |
| Miss Bourgogne            | Chloé Galissi       | 21 ans | 1,72 m | Chalon-sur-Saône     | 26 septembre 2021 à Chevigny-Saint-Sauveur  | Prix du mannequin                           |
| Miss Bretagne             | Sarah Conan,        | 22 ans | 1,73 m | Lézardrieux          | 19 septembre 2021 à Ploemeur                |                                             |
| Miss Centre-Val-de-Loire  | Jade Lange          | 19 ans | 1,75 m | Orléans              | 24 octobre 2021 à Dreux                     |                                             |
| Miss Champagne-Ardenne    | Léna Massinger      | 20 ans | 1,70 m | Reims                | 15 octobre 2021 à Tinqueux                  |                                             |
| Miss Corse                | Emma Renucci        | 18 ans | 1,76 m | Bastia               | 24 juillet 2021 à Porticcio                 | Top 15 (14e place)                          |
| Miss Côte d'Azur          | Valeria Pavelin     | 24 ans | 1,85 m | Mandelieu-la-Napoule | 22 octobre 2021 à Mandelieu-la-Napoule      | Top 15 (10e place)                          |
| Miss Franche-Comté        | Julie Cretin        | 21 ans | 1,70 m | Bouverans            | 11 septembre 2021 à Dole                    |                                             |
| Miss Guadeloupe           | Ludivine Edmond     | 20 ans | 1,76 m | Gourbeyre            | 6 août 2021 au Gosier                       |                                             |
| Miss Guyane               | Mélysa Stephenson,  | 19 ans | 1,71 m | Remire-Montjoly      | 17 juillet 2021 à Cayenne                   | Top 15 (13e place) Prix de la sympathie     |
| Miss Île-de-France        | Diane Leyre         | 24 ans | 1,77 m | Paris                | 3 octobre 2021 à Dammarie-lès-Lys           | Miss France 2022                            |
| Miss Languedoc-Roussillon | Marion Ratié        | 20 ans | 1,72 m | Redessan             | 1er août 2021 à Beaucaire                   | Top 15 (15e place)                          |
| Miss Limousin             | Julie Beve          | 23 ans | 1,71 m | Meilhards            | 1er octobre 2021 à Brive-la-Gaillarde       | Prix de la photogénie                       |
| Miss Lorraine             | Marine Sauvage      | 23 ans | 1,75 m | Ars-sur-Moselle      | 9 octobre 2021 à Charmes                    | Top 15 (11e place)                          |
| Miss Martinique           | Floriane Bascou     | 19 ans | 1,71 m | Lamentin             | 24 octobre 2021 à Fort-de-France            | 1re dauphine                                |
| Miss Mayotte              | Anna Ousseni,       | 24 ans | 1,70 m | Sada                 | 6 octobre 2021 à Koungou                    |                                             |
| Miss Midi-Pyrénées        | Hannah Friconnet    | 22 ans | 1,70 m | Labruguière          | 4 septembre 2021 à Villemur-sur-Tarn        |                                             |
| Miss Nord-Pas-de-Calais   | Donatella Meden     | 21 ans | 1,74 m | Lambersart           | 16 octobre 2021 à Liévin                    | Top 15 (8e place)                           |
| Miss Normandie            | Youssra Askry       | 24 ans | 1,72 m | Rouen                | 23 octobre 2021 à Coutances                 | 4e dauphine Prix de la culture générale     |
| Miss Nouvelle-Calédonie   | Emmy Chenin         | 18 ans | 1,76 m | La Foa               | 21 août 2021 à Nouméa                       |                                             |
| Miss Pays de la Loire     | Line Carvalho       | 20 ans | 1,81 m | Blain                | 18 septembre 2021 à Château-Gontier         | Top 15 (12e place) Prix du costume régional |
| Miss Picardie             | Hayate El Gharmaoui | 21 ans | 1,72 m | Compiègne            | 17 octobre 2021 à Beauvais                  | Prix de l'élégance                          |
| Miss Poitou-Charentes     | Lolita Ferrari      | 24 ans | 1,71 m | Rochefort            | 3 septembre 2021 au Futuroscope de Poitiers |                                             |
| Miss Provence             | Eva Navarro         | 19 ans | 1,70 m | Istres               | 30 juillet 2021 à Cogolin                   |                                             |
| Miss Réunion              | Dana Virin          | 22 ans | 1,73 m | Sainte-Suzanne       | 28 août 2021 à Saint-Denis                  | 6e dauphine                                 |
| Miss Rhône-Alpes          | Charlotte Faure     | 20 ans | 1,72 m | Biviers              | 25 septembre 2021 à Chambéry                | Top 15 (9e place)                           |
| Miss Tahiti               | Tumateata Buisson   | 24 ans | 1,81 m | Paea                 | 25 juin 2021 à Papeete                      | 3e dauphine                                 |

## Classement

### Premier tour
| Miss                      | Public | Jury | Total |
| ------------------------- | ------ | ---- | ----- |
| Miss Île-de-France        | 14     | 15   | 29    |
| Miss Tahiti               | 11     | 15   | 26    |
| Miss Martinique           | 15     | 9    | 24    |
| Miss Normandie            | 10     | 13   | 23    |
| Miss Alsace               | 12     | 9    | 21    |
| Miss Aquitaine            | 8      | 12   | 20    |
| Miss Réunion              | 7      | 12   | 19    |
| Miss Nord-Pas-de-Calais   | 6      | 12   | 18    |
| Miss Rhône-Alpes          | 13     | 4    | 17    |
| Miss Côte d'Azur          | 9      | 7    | 16    |
| Miss Lorraine             | 3      | 7    | 10    |
| Miss Pays de la Loire     | 2      | 7    | 9     |
| Miss Guyane               | 5      | 4    | 9     |
| Miss Corse                | 4      | 4    | 8     |
| Miss Languedoc-Roussillon | 1      | 4    | 5     |

### Second tour
| N° | Candidates         | Public | Jury | Total |
| -- | ------------------ | ------ | ---- | ----- |
| 1  | Miss Île-de-France | 3      | 5    | 8     |
| 2  | Miss Martinique    | 5      | 1    | 6     |
| 3  | Miss Alsace        | 4      | 2    | 6     |
| 4  | Miss Tahiti        | 2      | 4    | 6     |
| 5  | Miss Normandie     | 1      | 4    | 5     |

#### Remarque
- Élue à 24 ans, 5 mois et 1 jour, Diane Leyre est la Miss France la plus âgée lors de son sacre. Ce record était précédemment détenu 3 ans plus tôt par Vaimalama Chaves, Miss France 2019 élue à 24 ans et 13 jours. Record battu par Angélique Angarni-Filopon, Miss France 2025 élue à 34 ans.

### Prix attribués
Le gagnant du meilleur costume régional est Tony Levacher pour la région Pays de la Loire.
| Prix                        | Candidates                             |
| --------------------------- | -------------------------------------- |
| Prix de la culture générale | Miss Normandie – Youssra Askry (17/20) |
| Prix du costume régional    | Miss Pays de la Loire – Line Carvalho, |
| Prix de la photogénie       | Miss Limousin – Julie Bève             |
| Prix de l'élégance          | Miss Picardie – Hayate El Gharmaoui,   |
| Prix de la sympathie        | Miss Guyane – Melysa Stephenson        |
| Prix du défilé              | Miss Martinique – Floriane Bascou      |
| Prix du mannequin           | Miss Bourgogne – Chloé Galissi,        |

## Observations